# Pastor belga malinois
El pastor belga malinois, mechelse scheper o simplement malinois [mælɪnwɑː] és una de les quatre varietats de pastor belga, el seu nom prové de la ciutat flamenca de Malines (en neerlandès Mechelen), on es va començar a criar. És un gos vigilant, sempre actiu i alerta. Té una aptitud innata com a guardià de ramat, i és un tenaç i ardent defensor del seu amo, reunint totes les qualitats necessàries per ser un gos pastor, guardià, de defensa i de servei.
Aquesta varietat de pastor belga és la raça d'utilitat per excel·lència i és molt apreciada per ensinistradors de gossos de treball i la gent que participa en diferents proves de competició, entre els quals sovint se l'anomena "el Ferrari dels gossos".
A més de la seva faceta civil com "atleta" de competició, també és utilitzat amb freqüència per les forces armades, per exemple l'exèrcit mexicà que l'usa per atacar. Actualment el malinois forma part de l'exèrcit i de la policia, encara que no té la mateixa força que el pastor alemany, el malinois supera a aquest en resistència i disponibilitat a la feina, a més el nivell d'intel·ligència és similar, fins i tot bastants criadors que han treballat amb les dues races afirmen que és superior. Els cossos de rescat el prefereixen al pastor alemany perquè tot i que tenen capacitats de rescat similars, el belga és més flexible i sobretot més lleuger, cosa que en facilita el transport, però que és bàsic en casos de terratrèmols o d'esfondraments i d'allaus, on el pes que el gos pugui exercir sobre l'entorn i sobre de les víctimes potencials és essencial.

## Història

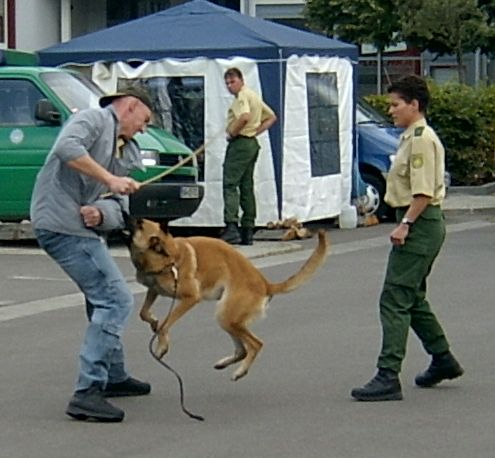
Exemplar de pastor belga malinois de la Policia d'Alemanya durant una demostració de guarda i defensa.

El primer estàndard d'aquesta varietat va ser redactat pel professor Reul, del Club du Chien de Berger Belge i va ser aprovat el 1892. L'aparença, aptituds i la majoria de les característiques físiques redactades en aquest estàndard són gairebé idèntiques a les actuals. Els seus orígens són els mateixos que els gossos de pèl dur, els laekenois.
Amb gran fama i utilitzats àmpliament en el camp a Bèlgica i França, els primers pastors belgues malinois a Amèrica, van arribar als Estats Units el 1907, per ser usats per la policia, gràcies a les seves característiques temperamentals.
El seu desenvolupament està molt lligat a l'esport, especialment al ring francès i amb la seva difusió a nivell mundial. De fet, el 1900 es van organitzar les primeres proves amb salt d'obstacles, obediència i un programa de mossegada i pel 1909 a París, es realitza el Primer Campionat Mundial de Ring, a partir del qual, es fa cada any.

## Morfologia
El Pastor belga malinois comparteix estàndard amb les altres tres varietats de pastor belga diferenciant-se d'aquestes només en la longitud, tipus i color del pèl. El seu pèl és curt en tot el cos, sense presentar serrells en les extremitats ni en la cua, el color va del ros sorrenc al marró carbó i presenta una màscara fosca a la cara. La seva constitució robusta li permet adaptar-se fàcilment a la vida a l'aire lliure i suportar les condicions ambientals de climes tan difícils com el belga.
Sovint se'l confon amb el pastor holandès de pèl curt, amb qui rivalitza directament com a gos de treball, ja que són molt semblants i comparteixen un origen comú. a més, existeix una moda o corrent actual que busca crear malinois negres per mitjà de creuaments amb groenendaels (varietat del pastor belga negre i de pèl llarg) o amb pastors holandesos, molt més foscos i encara se'ls confon més.

## Caràcter

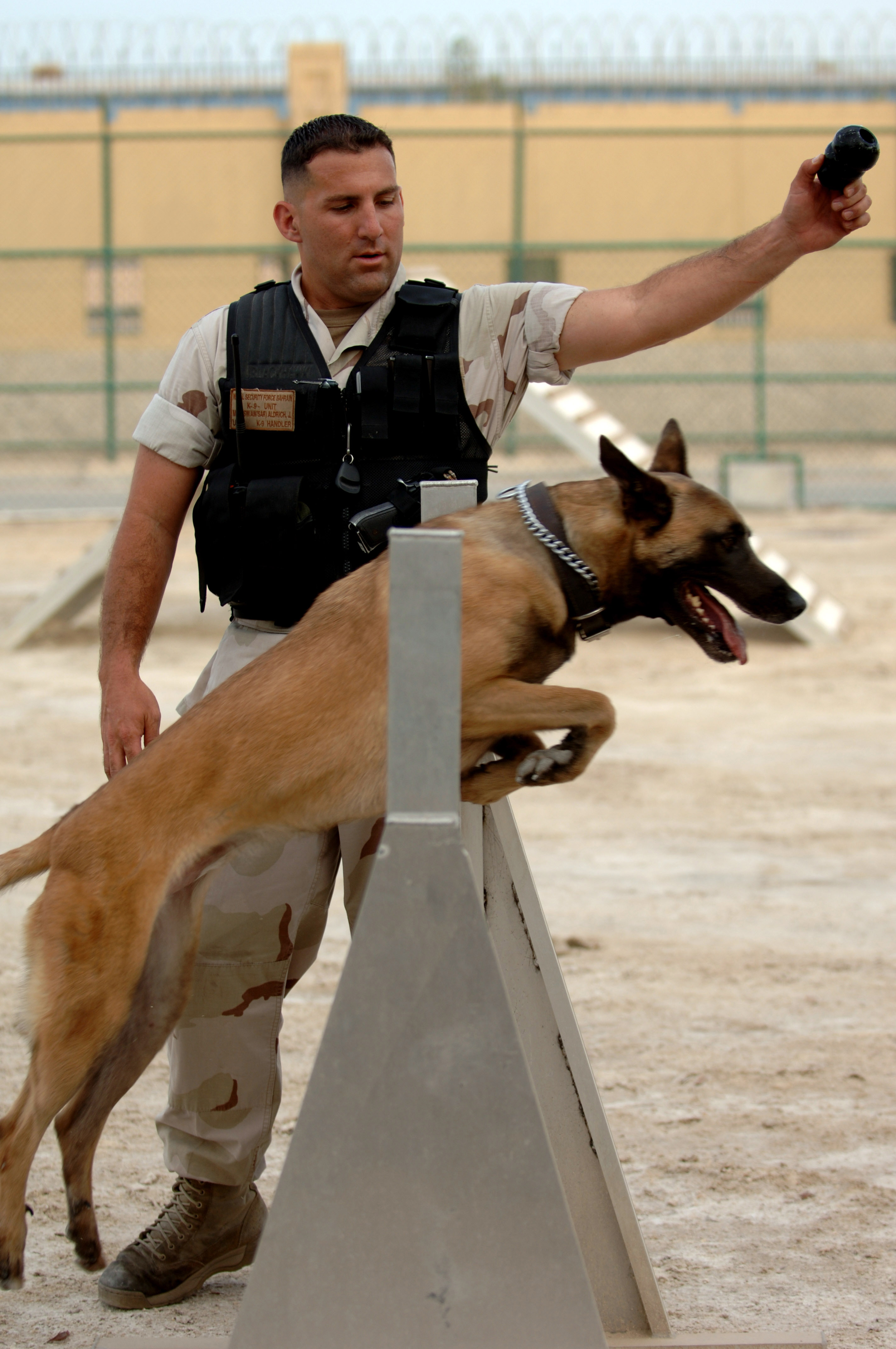
Un pastor belga malinois durant un entrenament militar d'agilitat

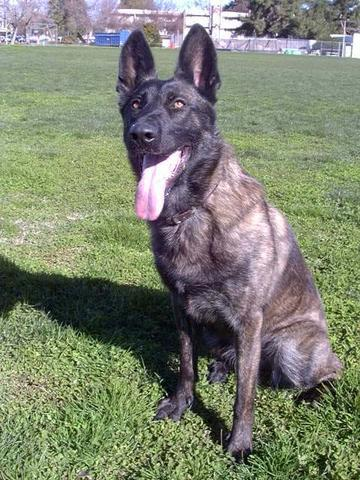
pastor holandès de pèl curt, amb qui se'l confon sovint

Fa més de quatre dècades que les línies de bellesa i treball no es barregen entre si. El pastor belga malinois és abans de res una raça d'utilitat i si per alguna cosa s'està donant a conèixer a tot el món és pels seus bons atributs per al treball sense deixar de veure que no és un gos que resisteixi en tot terreny, en força és superat pel pastor alemany i per alguns gossos de tipus bull, però segueix sent un gos exemplar. Per tant: no és una varietat on la criança vagi orientada prioritàriament a la tipicitat oficial que marca l'estàndard, és a dir: la bellesa. Això explica que el seu estàndard compti amb un marge bastant ampli comparat amb altres races classificades per la Federació Cinològica Internacional, és per això que no ha d'estranyar el trobar-se amb exemplars que difereixen en grandària i alçada: se'n poden trobar de molt petits, amb només uns 20 quilos de pes, fins a grans mascles de quasi 40 quilos, el pes habitual però ronda els 24 - 27 quilos en les femelles i els 26 - 29 quilos en els mascles.
Malgrat la seva heterogeneïtat de caràcters aquests exemplars destaquen per la seva vitalitat, lleialtat, vivacitat, vehemència, aptitud innata de guardià i la seva obsessió instintiva per agafar i mossegar objectes. Sovint tenen un caràcter intuïtiu cap a les coses pel seu excel·lent sentit de percepció sensorial olfactiu.

## Defectes eliminatoris
Entre els defectes eliminatoris destaquen: que siguin gossos agressius o temorosos; nas, llavis o parpelles massa pigmentats; orelles penjants o que no es mantinguin alçades per si soles; absència de cua o retallada; aparença feble i cos de forma rectangular.

## Fotografies
Des que el 1899 es va establir aquesta varietat, el Malinois ha arribat fins i tot a la presidència dels Estats Units amb Herbert Hoover:

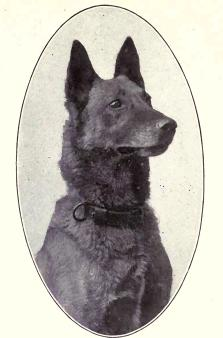
Malinois del 1915
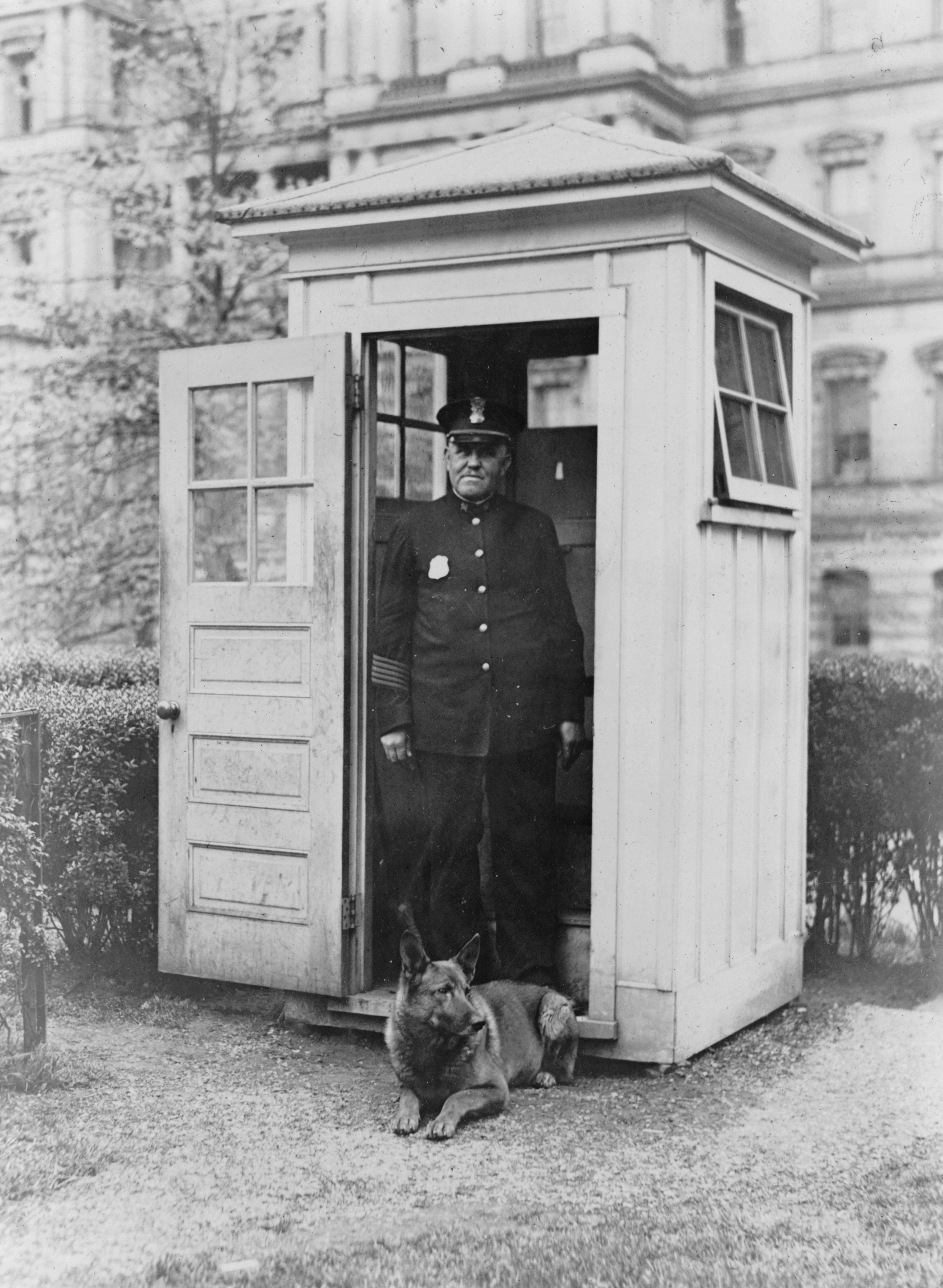
"King Tut", el gos del president, el 1929.
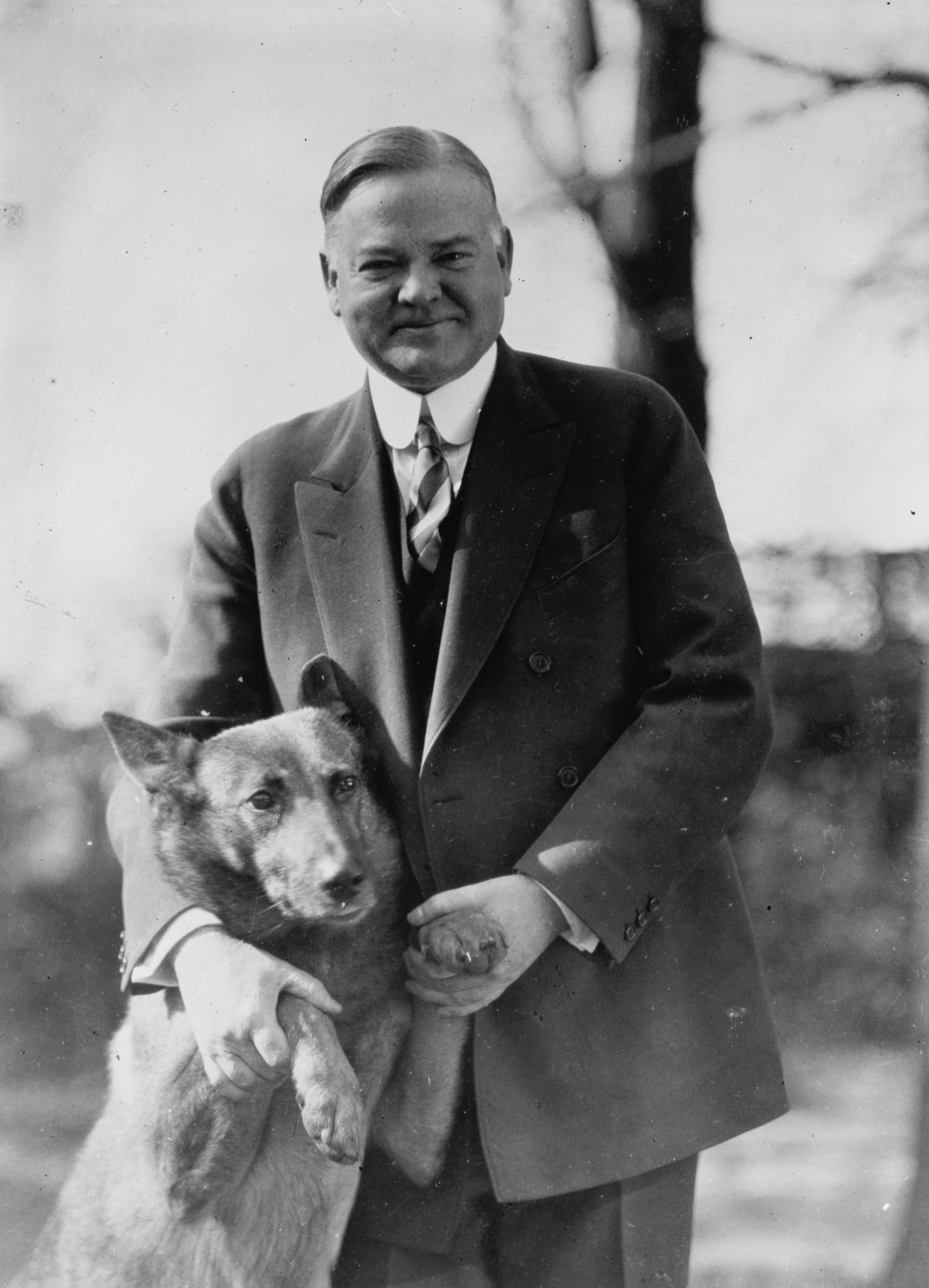
"King Tut" amb Herbert Hoover
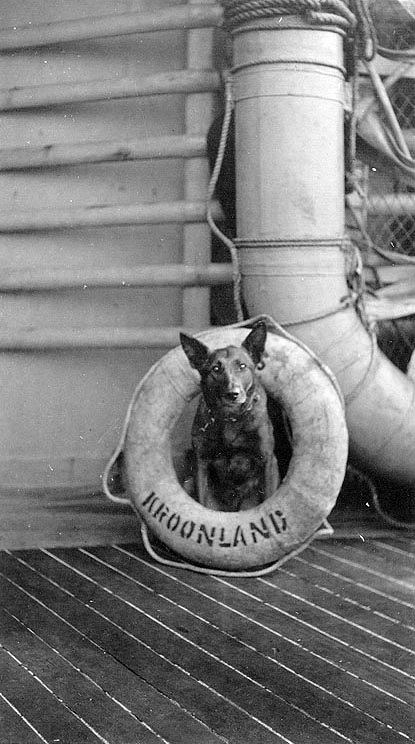
Viga, la mascota del Kroonland, un mercant transoceànic que va participar amb la Marina dels EUA a la Primera Guerra Mundial.

El Malinois en proves esportives tipus "Agility":

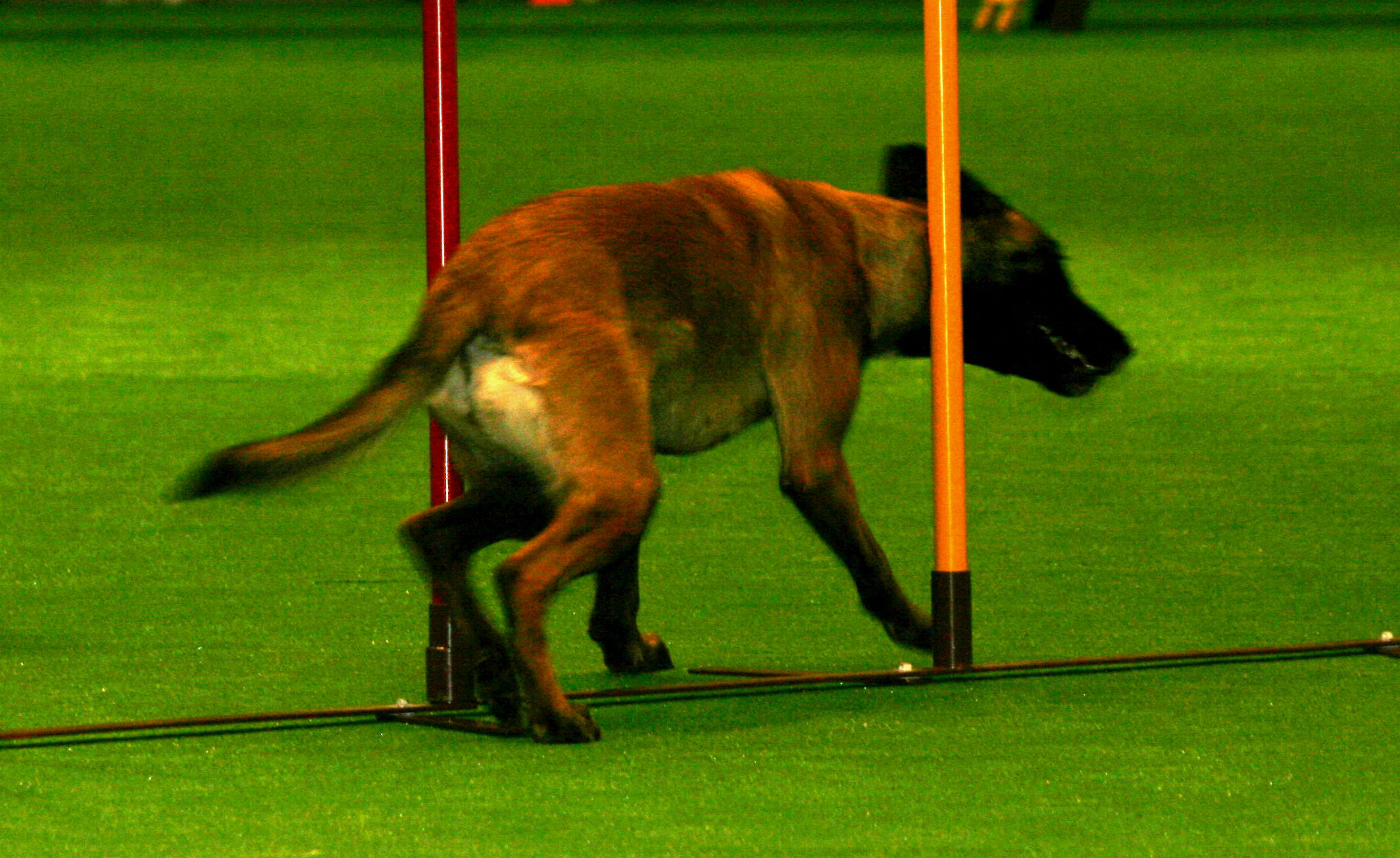
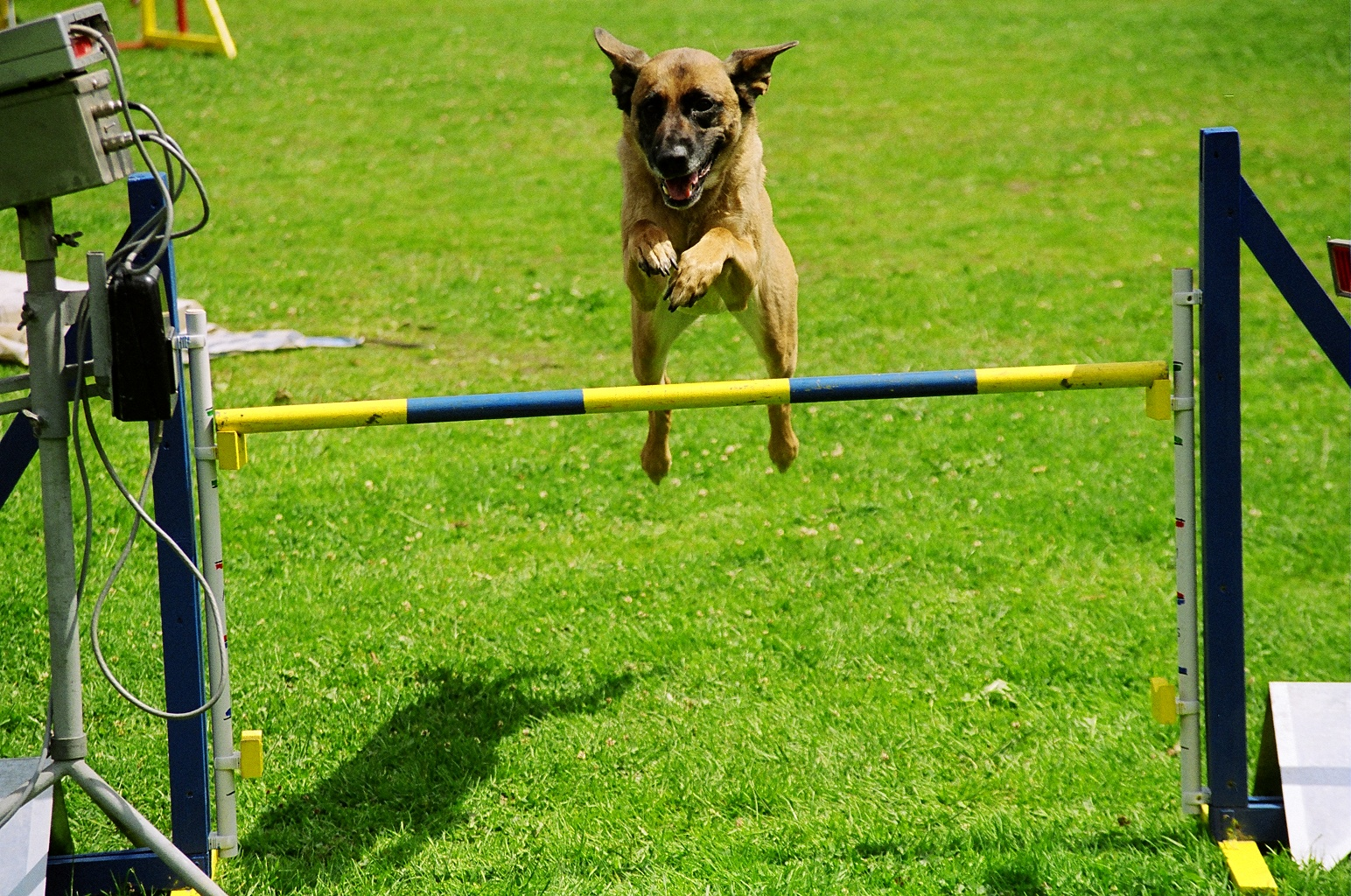
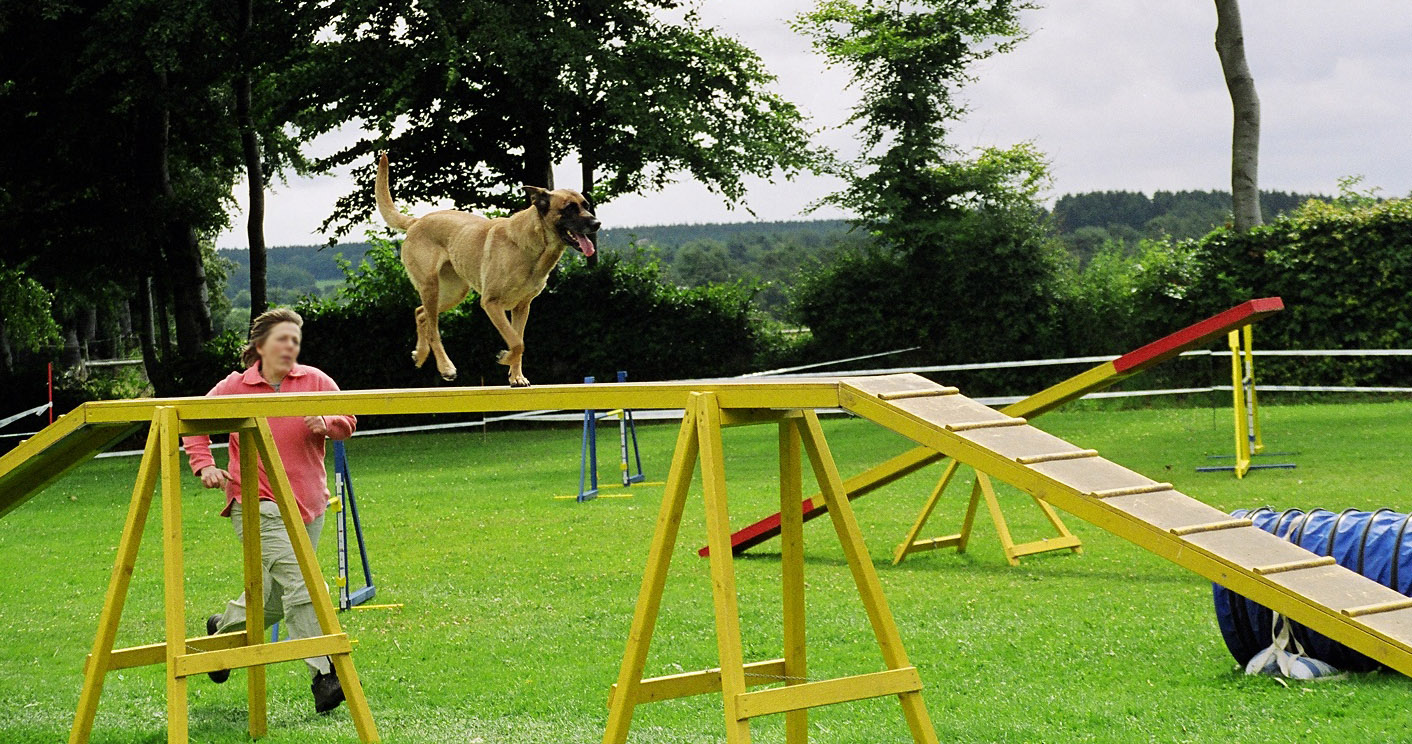

El Malinois amb els cossos de seguretat:

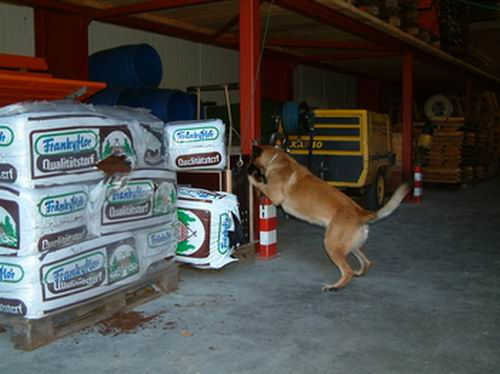
Rastrejadors de drogues i explosius
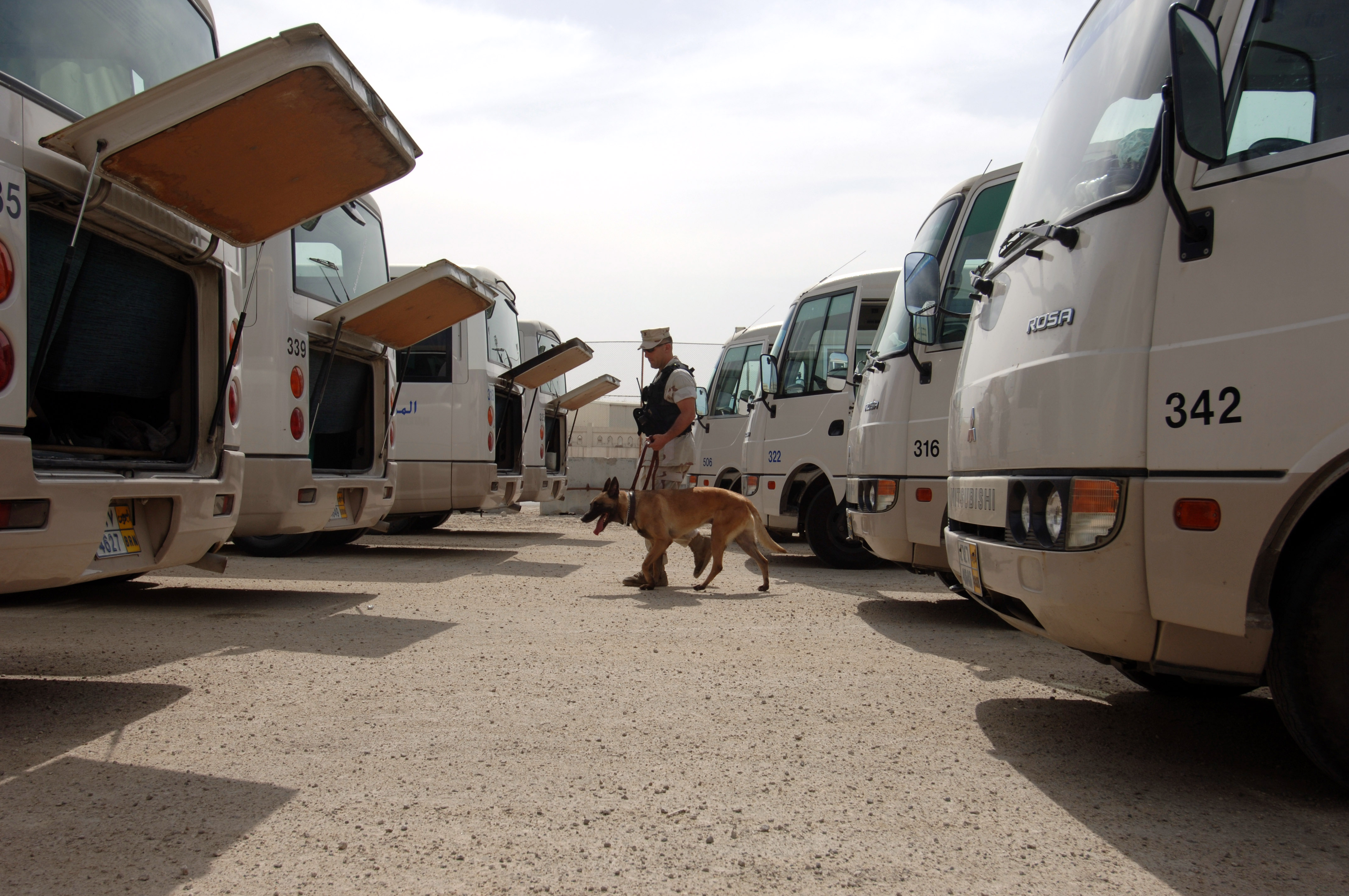
Rastrejadors de drogues i explosius (Cos de Marina dels Estats Units)
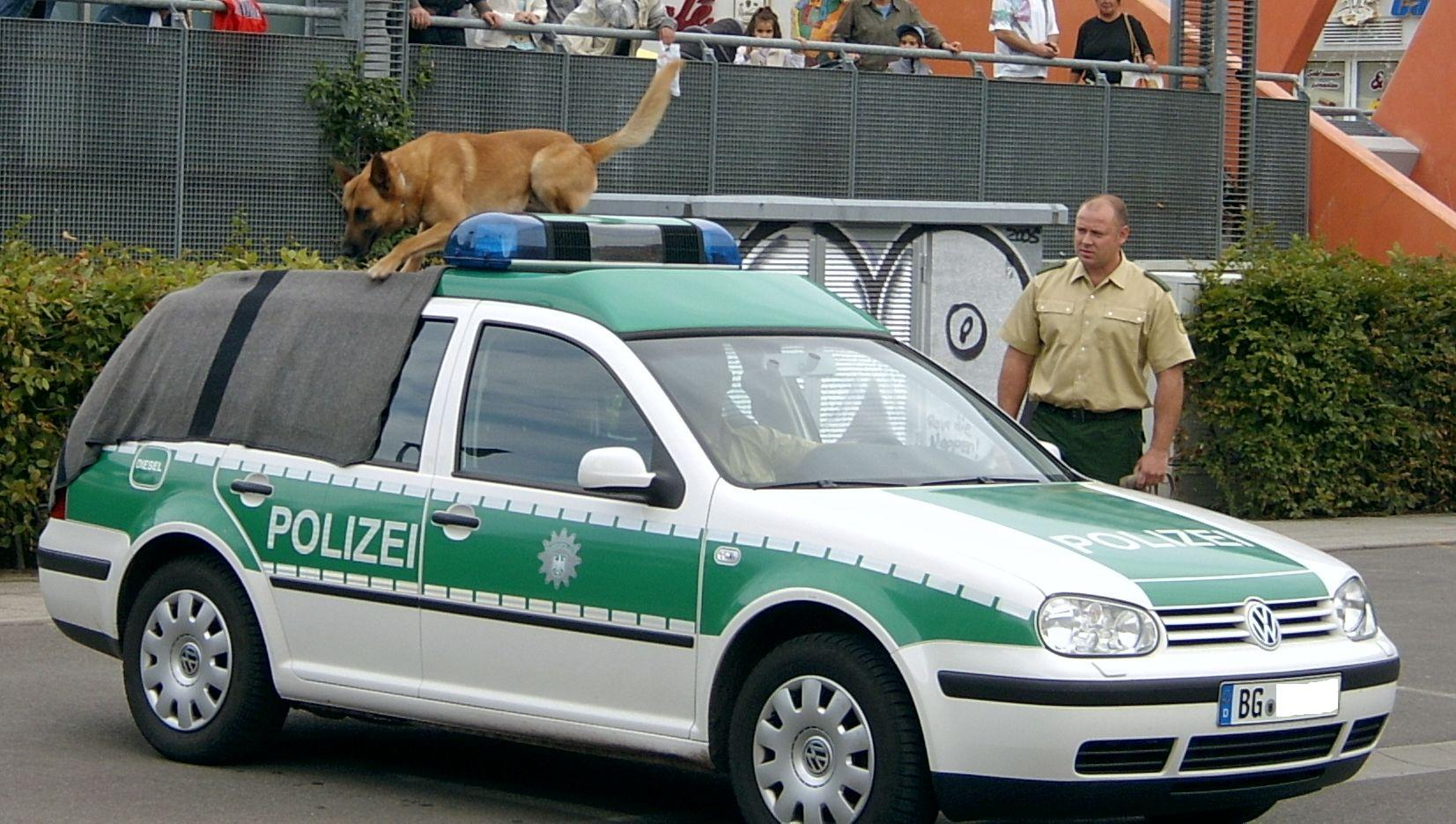
Policia alemanya
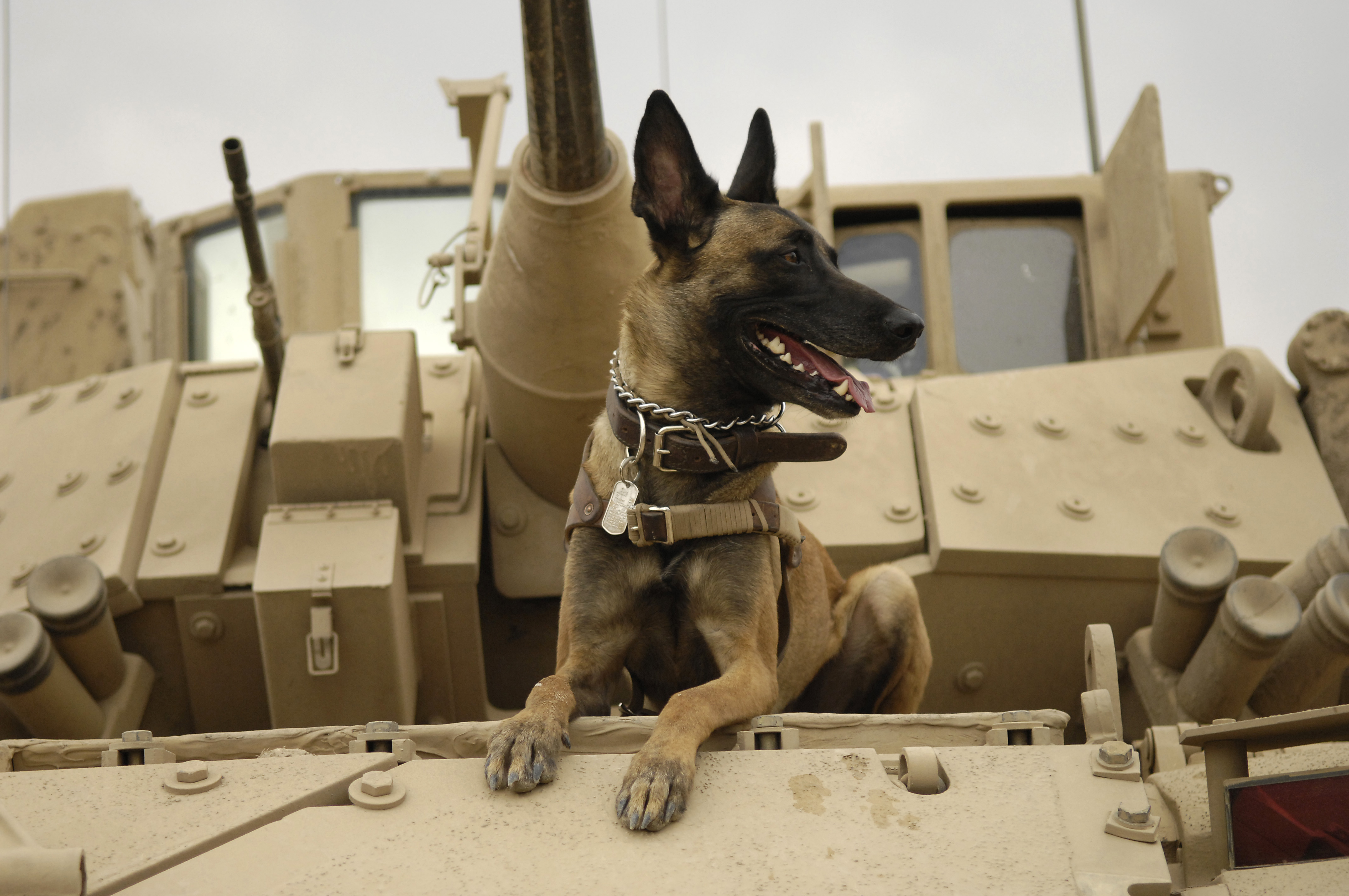
Exèrcit dels Estats Units
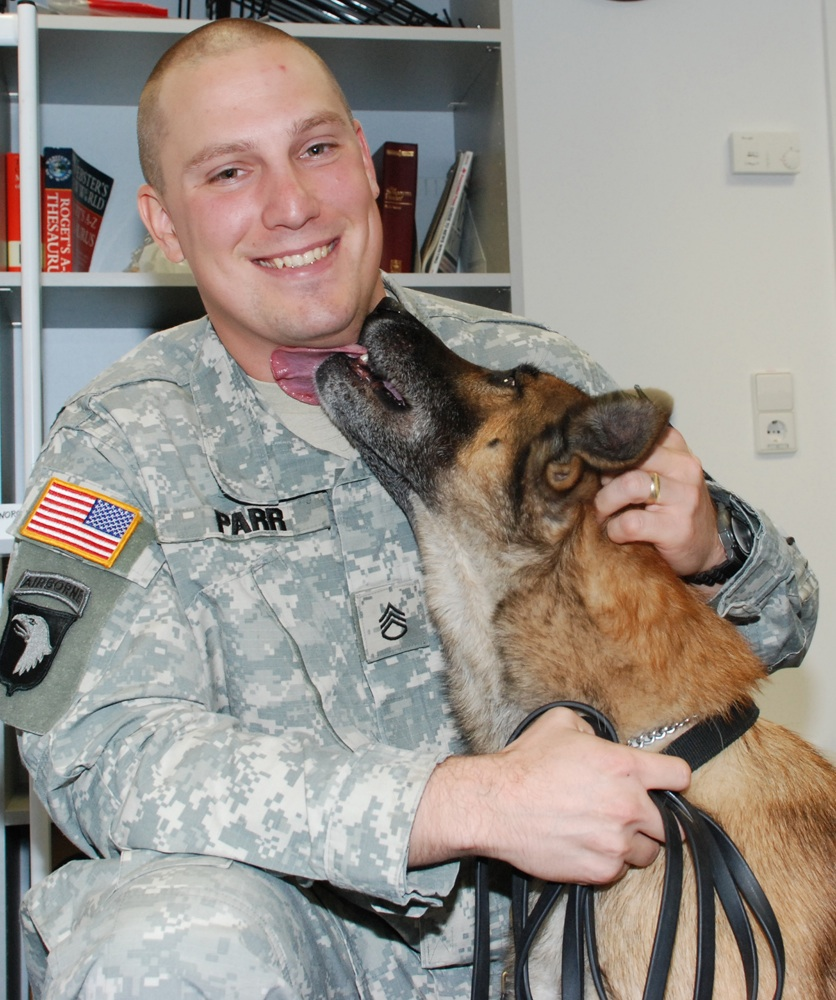
Un malinois de l'exèrcit americà amb el seu conductor